# 제2차 제네바 협약

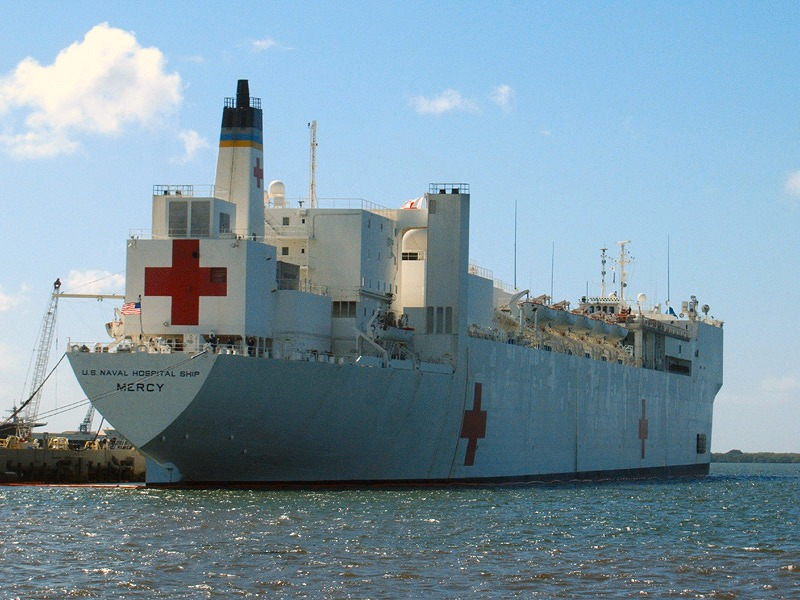
미국 해군의 병원선 USNS 머시(Mercy)

제2차 제네바 협약(Second Geneva Convention)은 해상에서의 부상자, 병자 및 난파자의 상태 개선을 위한 조약으로, 제네바 협약의 4개 조약 중 하나이다. 해상에서 부상자, 병자 및 난파된 군인의 상태 개선을 위한 제네바 협약은 1907년의 헤이그 협약(X)을 대체하여 1949년에 처음 채택되었다. 이는 제1차 제네바 협약의 주요 보호 체제를 해상 전투에 적용한다.